# Blanche Lincoln
Blanche Lincoln (født 30. september 1960 i Helena, Arkansas) er en demokratisk politiker, som tidligere repræsenterede staten Arkansas i det amerikanske senat. Lincoln sad som senator i perioden 1999-2011. Ved det amerikanske Midtvejs valg i 2010 tabte hun sit sæde i Senatet til John Boozman fra Det Republikanske Parti. 
Blanche Lincoln sad tidligere i Repræsentanternes Hus, hvor hun fra 1993-1997 repræsenterede Arkansas' Første Kongres Distrikt. 
Sin sit nederlag i 2010 har Lincoln arbejdet som lobbyist i Washington D.C.